# Berria
Berria [bɛ'rriːˌja] („die Nachricht“, „die Neuigkeit“, auch "die Neue") ist eine baskische Tageszeitung, die im Jahr 2003 gegründet wurde, um die Lücke zu schließen, die nach dem Verbot der Zeitung Euskaldunon Egunkaria in der baskischen Medienlandschaft klaffte. Das editorale Team der Zeitung besteht namentlich aus linksgerichteten Redakteuren, die durch einige Autoren verschiedener ideologischer Ausrichtung ergänzt werden.
Die Zeitung wird sowohl im baskischen Teil Spaniens als auch im französischen Baskenland verkauft, wobei die Inhalte sowie editoriale und Vertriebs-Hinweise ausschließlich in baskischer Sprache wiedergegeben werden.